# Madonna Buder
Syster Madonna Buder, S.F.C.C., känd som The Iron nun, född 24 juli 1930, är en romersk-katolsk nunna från Spokane i Washington. Hon är även  triatlet och den äldsta person som genomfört en Ironman-triathlon.

## Karriär
- 2005: Som 75-åring blev hon den äldsta personen i världen som genomfört en Ironman.
- 2006: Det egna rekordet slogs.
- 2009: Det egna rekordet slogs.
- 2012: Det egna rekordet slogs (vid 82 års ålder).[3]